# Awad al-Anazi
Awad al-Anazi (né le 24 septembre 1968 en Arabie saoudite) est un footballeur international saoudien, qui évoluait au poste de défenseur.

## Biographie

### Carrière de sélection
Avec l'équipe d'Arabie saoudite, il a disputé 1 match (pour aucun but inscrit) en 1994, et fut notamment dans le groupe des 23 lors de la Coupe d'Asie des nations de 1992, ainsi que lors de la Coupe des confédérations de 1992.
Il a également disputé la coupe du monde de 1994.